# Citi Open 2018 - Qualificazioni singolare maschile
Le qualificazioni del singolare maschile del Citi Open 2018 sono state un torneo di tennis preliminare per accedere alla fase finale della manifestazione. I vincitori dell'ultimo turno sono entrati di diritto nel tabellone principale. In caso di ritiro di uno o più giocatori aventi diritto a questi sono subentrati i lucky loser, ossia i giocatori che hanno perso nell'ultimo turno ma che avevano una classifica più alta rispetto agli altri partecipanti che avevano comunque perso nel turno finale.

## Teste di serie
1. Jason Kubler (ultimo turno)
2. Ramkumar Ramanathan (ultimo turno)
3. Jason Jung (ultimo turno, ritirato)
4. Alex Bolt (qualificato)
5. Christopher Eubanks (ultimo turno)
6. Filip Peliwo (primo turno)

1. Mitchell Krueger (qualificato)
2. Donald Young (qualificato)
3. Stefan Kozlov (primo turno)
4. Yosuke Watanuki (qualificato)
5. Vincent Millot (qualificato)
6. Illja Marčenko (primo turno)

## Qualificati
1. Yosuke Watanuki
2. Mitchell Krueger
3. Donald Young

1. Alex Bolt
2. Vincent Millot
3. Thai-Son Kwiatkowski

## Tabellone

### Legenda
| - Q = Qualificato - WC = Wild card - LL = Lucky loser | - ALT = Alternate - SE = Special Exempt - PR = Protected Ranking | - w/o = Walkover - r = Ritirato - d = Squalificato |

### Sezione 1
|  | 1º turno | 1º turno        | 1º turno        | 1º turno | 1º turno |  |  | 2º turno        | 2º turno        | 2º turno        | 2º turno | 2º turno |  |
|  |          |                 |                 |          |          |  |  |                 |                 |                 |          |          |  |
|  |          |                 |                 |          |          |  |  | Jason Kubler    | Jason Kubler    | Jason Kubler    | 4        | 4        |  |
|  | Alt      | Patrick Kypson  | Patrick Kypson  | 5        | 3        |  |  | Yosuke Watanuki | Yosuke Watanuki | Yosuke Watanuki | 6        | 6        |  |
|  | 10       | Yosuke Watanuki | Yosuke Watanuki | 7        | 6        |  |  |                 |                 |                 |          |          |  |

### Sezione 2
|  | 1º turno | 1º turno         | 1º turno         | 1º turno | 1º turno |  |  | 2º turno            | 2º turno            | 2º turno            | 2º turno | 2º turno |  |
|  |          |                  |                  |          |          |  |  |                     |                     |                     |          |          |  |
|  |          |                  |                  |          |          |  |  | Ramkumar Ramanathan | Ramkumar Ramanathan | Ramkumar Ramanathan | 3        | 3        |  |
|  | WC       | Andrew Fenty     | Andrew Fenty     | 64       | 1        |  |  | Mitchell Krueger    | Mitchell Krueger    | Mitchell Krueger    | 6        | 6        |  |
|  | 7        | Mitchell Krueger | Mitchell Krueger | 7        | 6        |  |  |                     |                     |                     |          |          |  |

### Sezione 3
|  | 1º turno | 1º turno     | 1º turno | 1º turno | 1º turno |  |  | 2º turno     | 2º turno     | 2º turno | 2º turno | 2º turno |  |
|  |          |              |          |          |          |  |  |              |              |          |          |          |  |
|  |          |              |          |          |          |  |  | Jason Jung   | Jason Jung   | 7        | 5        | 0r       |  |
|  | WC       | Danny Thomas | 62       | 6        | 2        |  |  | Donald Young | Donald Young | 5        | 7        | 1        |  |
|  | 8        | Donald Young | 7        | 4        | 6        |  |  |              |              |          |          |          |  |

### Sezione 4
|  | 1º turno | 1º turno      | 1º turno      | 1º turno | 1º turno |  |  | 2º turno      | 2º turno      | 2º turno | 2º turno | 2º turno |  |
|  |          |               |               |          |          |  |  |               |               |          |          |          |  |
|  |          |               |               |          |          |  |  | Alex Bolt     | Alex Bolt     | 7        | 6(0)     | 7        |  |
|  | WC       | Jared Hiltzik | Jared Hiltzik | 6        | 6        |  |  | Jared Hiltzik | Jared Hiltzik | 5        | 7        | 5        |  |
|  | 9        | Stefan Kozlov | Stefan Kozlov | 3        | 3        |  |  |               |               |          |          |          |  |

### Sezione 5
|  | 1º turno | 1º turno            | 1º turno            | 1º turno | 1º turno |  |  | 2º turno            | 2º turno            | 2º turno            | 2º turno | 2º turno |  |
|  |          |                     |                     |          |          |  |  |                     |                     |                     |          |          |  |
|  | 5        | Christopher Eubanks | Christopher Eubanks | 6        | 6        |  |  |                     |                     |                     |          |          |  |
|  | WC       | Ryan Shane          | Ryan Shane          | 3        | 2        |  |  | Christopher Eubanks | Christopher Eubanks | Christopher Eubanks | 5        | 4        |  |
|  | WC       | Hunter Koontz       | 2                   | 7        | 2        |  |  | Vincent Millot      | Vincent Millot      | Vincent Millot      | 7        | 6        |  |
|  | 11       | Vincent Millot      | 6                   | 6        | 6        |  |  |                     |                     |                     |          |          |  |

### Sezione 6
|  | 1º turno | 1º turno             | 1º turno          | 1º turno | 1º turno |  |  | 2º turno             | 2º turno             | 2º turno | 2º turno | 2º turno |  |
|  |          |                      |                   |          |          |  |  |                      |                      |          |          |          |  |
|  | 6        | Filip Peliwo         | Filip Peliwo      | 5        | 3        |  |  |                      |                      |          |          |          |  |
|  |          | Antoine Escoffier    | Antoine Escoffier | 7        | 6        |  |  | Antoine Escoffier    | Antoine Escoffier    | 6        | 1        | 2r       |  |
|  |          | Thai-Son Kwiatkowski | 78                | 0        | 7        |  |  | Thai-Son Kwiatkowski | Thai-Son Kwiatkowski | 3        | 6        | 5        |  |
|  | 12/PR    | Illja Marčenko       | 6                 | 6        | 5        |  |  |                      |                      |          |          |          |  |